# Beaumetz
Beaumetz (picardisch: Bieumé) ist eine nordfranzösische Gemeinde mit 217 Einwohnern (Stand 1. Januar 2022) im Département Somme in der Region Hauts-de-France. Die Gemeinde liegt im Arrondissement Amiens, in der Communauté de communes du Territoire Nord Picardie und im Kanton Doullens.

## Geographie
Die mit der Nachbargemeinde Prouville nahezu zusammengewachsene Gemeinde liegt rund drei Kilometer westnordwestlich von Bernaville. Zu Beaumetz gehört ein großer Teil des Walds Bois de Ribeaucourt im Südwesten der Gemeinde.

## Einwohner
| 1962 | 1968 | 1975 | 1982 | 1990 | 1999 | 2006 | 2018 |
| ---- | ---- | ---- | ---- | ---- | ---- | ---- | ---- |
| 219  | 198  | 191  | 167  | 157  | 170  | 195  | 224  |

## Sehenswürdigkeiten

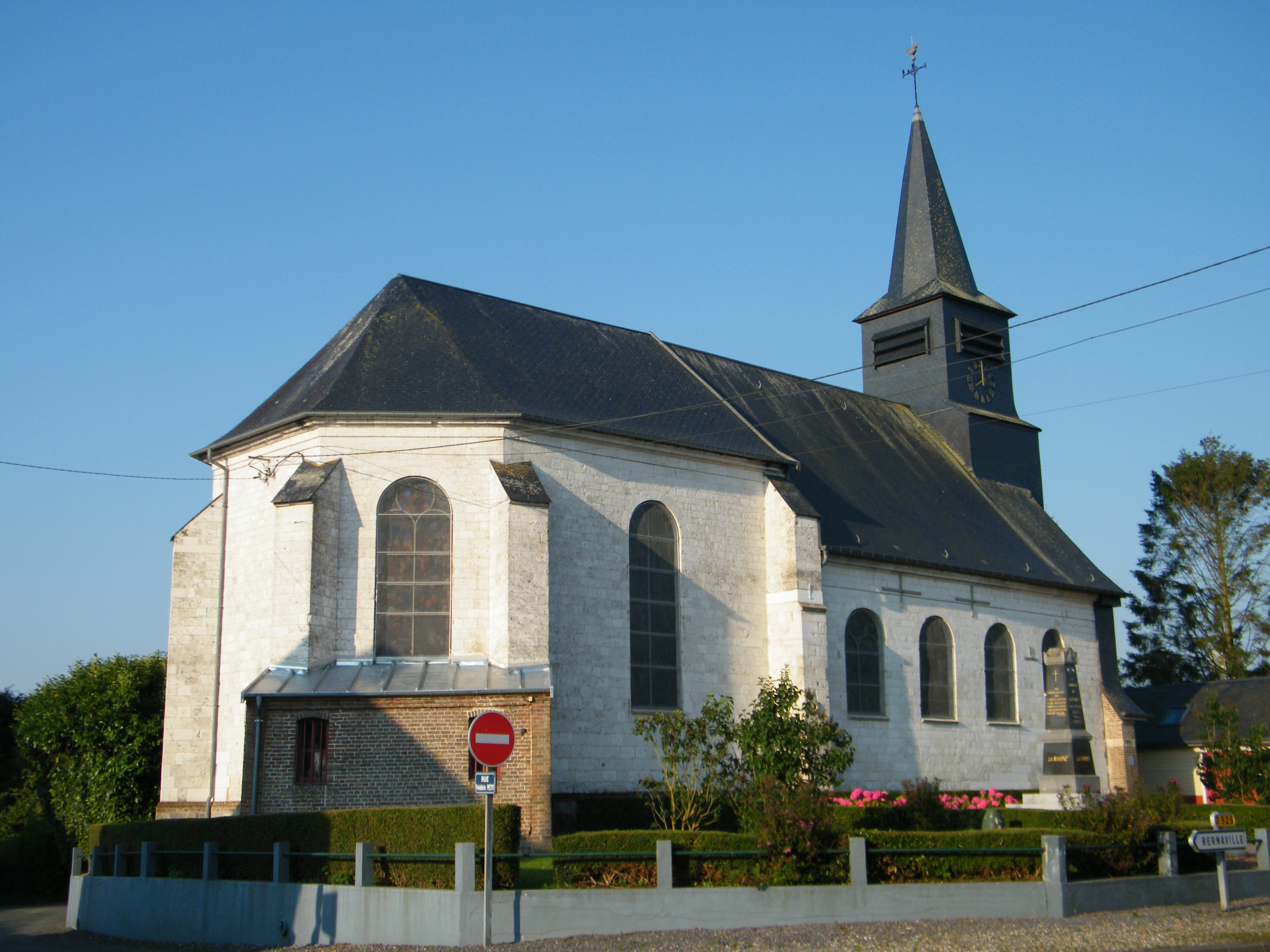
Kirche Saint-Nicolas

- Kirche Saint-Nicolas
- Lourdes-Kapelle
- Souterrains („muches“)